# Jim Bridwell

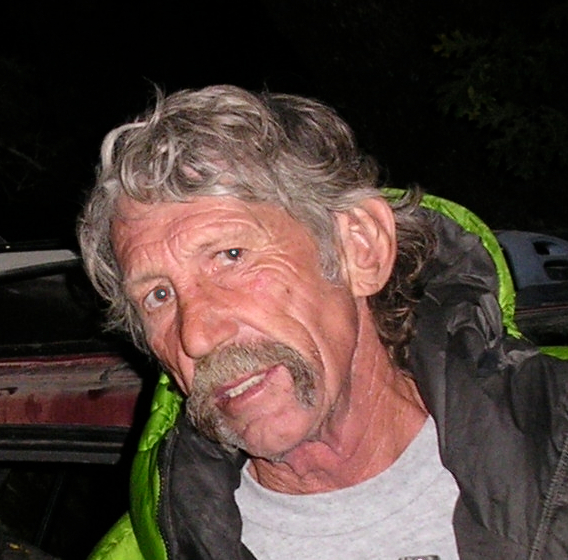
Jim Bridwell 2003

Jim Bridwell (* 29. Juli 1944 in San Antonio; † 16. Februar 2018 in Palm Springs) war ein US-amerikanischer Kletterer, Bergführer und Zeitzeuge der Entwicklung des modernen Bigwall- und Freikletterns im Yosemite-Nationalpark und an den großen Wänden der Erde. Er ist der Gründer der YOSAR (Yosemite Search and Rescue), einer aus Bergsteigern gebildeten Bergrettungseinheit im Yosemite-Nationalpark.

## Leben
Jim Bridwells Vater war erst USAF-Pilot und war später bei der Fluggesellschaft Pan Am beschäftigt, dadurch zog die Familie berufsbedingt oft um.
Als er erwachsen wurde, fand er Anschluss in der Kletterszene im Yosemite. Hier gelangen ihm unzählige Erstbegehungen und Touren, die noch heute zu den ganz großen Klassikern der ganzen Welt gehören. Er erschloss am „Cookie Cliff“ die „Nabisco wall“ (3 SL), damals eine der ersten Routen im Grad 5.11 (UIAA 8). Neben dem Freiklettern an kürzeren Routen gelangen ihm auch viele schwere Bigwallrouten, mit Routen wie „Triple Direct“, „Pacific Ocean Wall“ oder „Zenyatta Mondatta“. 1975 gelang Bridwell zusammen mit John Long und Billy Westbay die erste „Speed-Begehung“ eines Big Wall – der „Nose“ an einem Tag.
Mit einigen anderen Kletterern gründete er mit YOSAR, eine Art Bergrettung im Yosemite Valley. Um seine Leistung zu steigern, begann er als einer der ersten Kletterer im legendären Camp IV hinter dem Columbia-Boulder systematisch für das Klettern zu trainieren.
Als begeisterter Skifahrer, konnte er den Winter über in Squaw Valley als Ski Patroller Geld verdienen und machte auch schon im Winter 1979/1980 die Ausbildung zum AMGA Bergführer. „Immer wieder war er auch als Bergführer bis in den Himalaja unterwegs.“ Im Winter 1982 gelang ihm mit einem kleinen Team die Südwand des Pumori, 7161 m, erstzudurchsteigen.
1979 gelang ihm zusammen mit Steve Brewer die vermutlich zweite Besteigung des Cerro Torre in Patagonien. Auch in den Alpen war er aktiv. So gelangen ihm in Chamonix Routen wie „Das Leichentuch“ an der Grandes Jorasses und die klassische Eiger-Nordwand im Berner Oberland. In Alaska konnte er die Nordwand des Moose’s Tooth in der Alaska Range als Erster durchsteigen. Im Jahr 1988 gelang ihm ein weiterer Meilenstein in Patagonien. Die Route „Exocet“ am Cerro Standhardt ist heute einer der Klassiker im Gebiet.
Neben der Bergsteigerei beschäftigte sich Bridwell auch mit philosophischen Gedanken. Sein Gedanken legte im 2097 Seiten starken Buch „Urantia“ nieder, in dem es um die Zusammenhänge zwischen Religion und Menschen geht.
Am 16. Februar 2018 starb Jim Bridwell an einem Leberschaden, den er sich von einer Hepatitis-C-Erkrankung bei Tätowierung anlässlich einer Borneo-Durchquerung zugezogen hatte.

## Wichtige alpinistische Erfolge
- 1962 Higher Cathedral Spire
- 1963 Higher Cathedral Rock, Nordostpfeiler
- 1964 Middle Cathedral Rock, 1. freie Begehung V, Washington Column Ostwand VI, Südwand V
- 1965 Higher Cathedral Spire Nordwestwand Schwierigkeitsgrad VI, 3. Begehung Half Dome Normalroute
- 1966 Half Dome „Direct“ 2. Begehung, „The Yawn“ 1. freie Begehung
- 1967 „Higher Cathedral Rock“-Ostwand. 1. Begehung, Quarter Dome, 1. Begehung an einem Tag, Leaning Tower 2. Begehung in einem Tag, Washington Column-Südwand Erstbegehung
- 1968 El Capitan, The Nose 1. freie Begehung der „Stove leg cracks“, 1. Begehung in 2 Tagen
- 1969 El Capitan, „Intregral“ Erstbegehung, „Salathe“ 1. Begehung mit 2 Biwaks
- 1970 Neue Dimension: 1. Begehung im US-Grad 5.11. Ribbon Falls „Vain Hope“, Erstbegehung
- 1971 El Capitan, „Aquarian“ Erstbegehung
- 1972 1. große Rettungsaktion am El Capitan, „The Nabisco Wall“ freie Begehung
- 1974 Yosemite Falls, Geek Towers V/5,11+
- 1975 El Capitan, „The Nose“, Erste Begehung des El Capitan in einem Tag (15 Stunden). „Pacific Ocean Wall“ Erstbegehung, vermutlich schwierigste technische Kletterei zu dieser Zeit
- 1976 Ribbon Falls, „Gold Ribbon“ VI. El Capitan, „Mirage“ Erstbegehung, „El Mocho“ Erstbegehung
- 1977 Huayna Potosí, Bolivien, neue Route. Half Dome, „Bushido“ Erstbegehung
- 1978 El Capitan, „Sea of Dreams“ Erstbegehung; Half Dome, „Zenith“ Erstbegehung
- 1979 Cerro Torre Südostgrat Erstbegehung, Kichatna Spire Nordwestwand, Erstbegehung
- 1980 Grandes Jorasses „Shroud“
- 1981 Moose’s Tooth Ostwand 1. Winterbegehung, El Capitan „Zenyatta Mondatta“, Erstbegehung
- 1982 Pumori Südwand, neue Route, 1. US Begehung, 1. Winterbegehung, Changtse III Erstbesteigung
- 1983 Borneo 1. Durchquerung, Camel Expedition
- 1985 Mount Everest, Westgrat bis wenige hundert Meter vor dem Gipfel
- 1987 Half Dome „Big Chill“ Erstbegehung, Moose’s Tooth Westgrat
- 1988 Cerro Stanhardt Erstbesteigung, Desmochada Erstbegehung
- 1989 El Capitan Westwand, freie Begehung VI/5,11+
- 1991 Half Dome „Shadows“, Erstbegehung
- 1996 Neufundland, vier Erstbegehungen bis zu WI6
- 1997 El Capitan, „Wyoming Sheep Ranch“, VI/5,10/A5+
- 1998 El Capitan, „Plastic Surgery Disaster“, VI/5,9/A5; „Heavy Metal“ Erstbegehung VI/5,10/A5
- 1999 Bear Tooth, Erstbegehung, VII/5,9+/A4/WI4+; Grand Capucin, Erstbegehung VI/5,4/A4